# 辐射强度
在天線學與輻射度學中，輻射強度( Radiation intensity )指的是單位立體角內的輻射功率，可以指一個天線在接收或是發出的情況。輻射強度在SI制下的單位為瓦特/單位立體角(W/steradian)。